# Eugenia capuli
Eugenia capuli är en myrtenväxtart som först beskrevs av Diederich Franz Leonhard von Schlechtendal och Adelbert von Chamisso, och fick sitt nu gällande namn av William Jackson Hooker och George Arnott Walker Arnott. Eugenia capuli ingår i släktet Eugenia och familjen myrtenväxter. Inga underarter finns listade i Catalogue of Life.